# Teen Idols
Teen Idols era una banda de punk pop originaria de Nashville, Tennessee y con sede en Chicago, Illinois desde 2008. La banda fue formada en 1992 por Phillip Hill y originalmente se separó en 2003 antes de reunirse en 2008, y separarse de vuelta en 2010.

## Historia
La banda fue formada en 1992 en Nashville, Tennessee y rápidamente ganó popularidad local al tocar en lugares como el Lucy's Record Shop y de ser emitida frecuentemente en radio de la universidad de Nashville. A mediados de los años 90, lanzaron varios EP bajo el sello indie local, House O' Pain. En 1996, la Asociación de Música de Nashville nominó a la banda Artista Independiente del Año. Un año después, Teen Idols lazó su primer álbum de larga duración con Honest Don's Records. Lanzaron dos álbumes más bajo el sello Honest Don's antes de tocar para Fueled by Ramen a principios de 2003. Por aquel entonces, Keith Witt dejó la banda y Kevin Sierzega se hizo cargo de las voces. Poco después, la banda lanzó el álbum Nothing to Prove pero se separaron durante la gira posterior. Durante su apogeo, Teen Idols tocó gran cantidad de conciertos en EE. UU. y teloneó a bandas tales como NOFX, Anti-Flag, Less Than Jake y The Queers.
Después de la ruptura, Phillip ha tocado con bandas tales como The Queers, Screeching Weasel o Even In Blackouts.
El 26 de diciembre de 2008, Teen Idols anunciaron en su blog de Myspace que habían decidido regresar y que pronto iban a volver a tocar.
A principios de 2009, Teen Idols anunciaron un acuerdo con Fat Wreck Chords y su nueva bajista fue Yvonne Szumski de la banda The Sccisors.
En diciembre de 2009, el guitarrista Phillip Hill fue hospitalizado con cuatro costillas rotas y un pulmón colapsado por tratar de detener una pelea. Debido a que carecía de seguro médico, se creó una cuenta para ayudar a recaudar dinero para sus gastos médicos.

## Discografía

### Álbumes de estudio
- Teen Idols (1997)
- Pucker Up (1999)
- Full Leather Jacket (2000)
- Nothing to Prove (2003)

### Sencillos y EP
- Old Days, Old Ways (EP) (1993)
- Nightmares (EP) (1994)
- Let's Make Noise (EP) (1995)
- Teen Idols Split with Mulligan Stu (EP) (1996)
- V.M.Live Presents Teen Idols (EP) (1996)
- Teen Idols/Khrissy (split EP) (1996)
- Teen Idols/Spread (split EP) (1999)
- The Dysfunctional Shadowman Split CD (2003)

### Compilaciones
- Four On the Floor (1998)
- Short Music for Short People (1999)
- Another Round of Golf, Vol 5 (2003)

- Datos: Q7694302